# Cohors I Afrorum

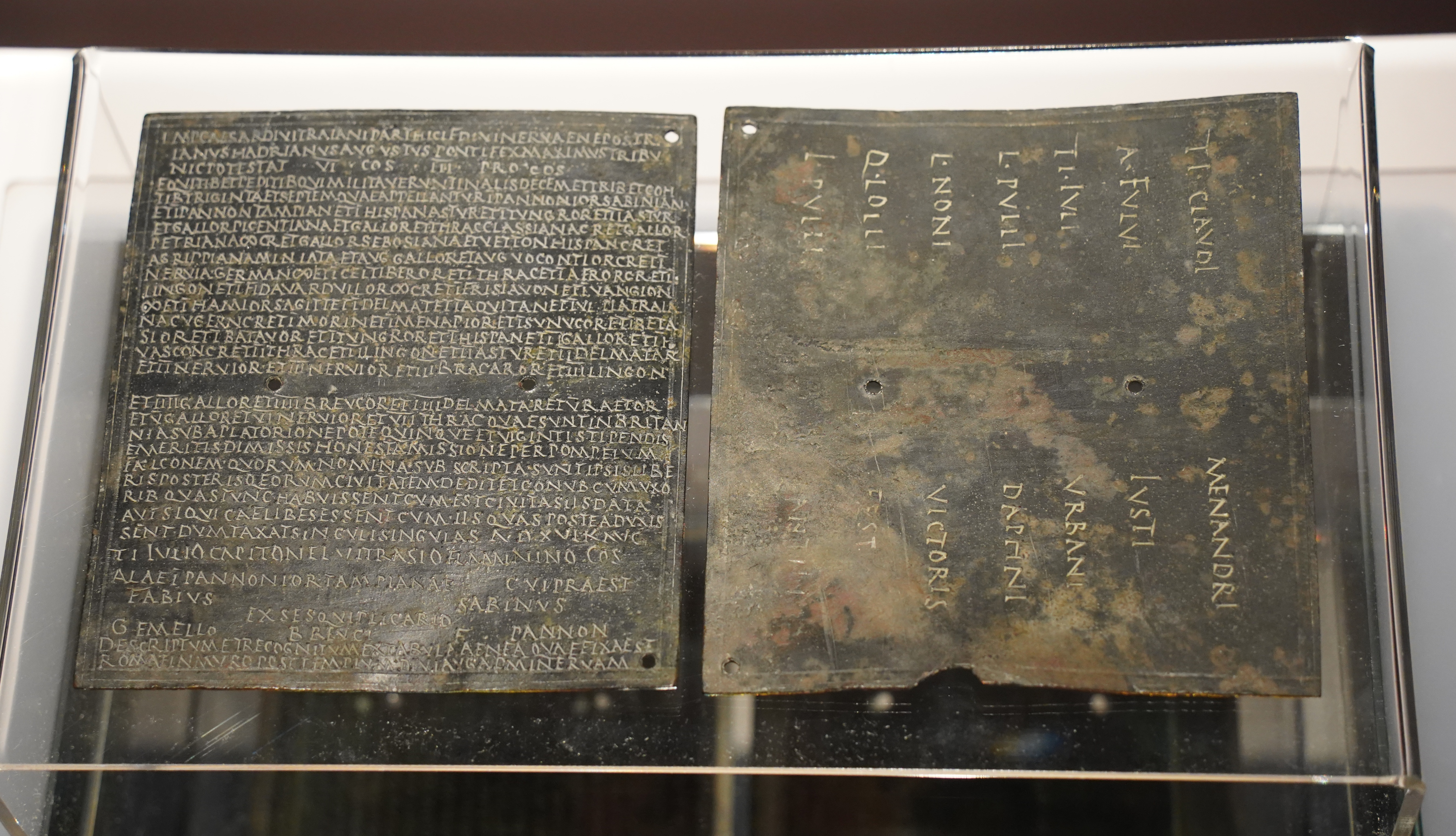
Eines der Militärdiplome des Jahres 122

Die Cohors I Afrorum [civium Romanorum] [equitata] (deutsch 1. Kohorte der (Nord-)Afrikaner [der römischen Bürger] [teilberitten]) war eine römische Auxiliareinheit. Sie ist durch Militärdiplome und eine Inschrift belegt.

## Namensbestandteile
- Cohors: Die Kohorte war eine Infanterieeinheit der Auxiliartruppen in der römischen Armee.

- I: Die römische Zahl steht für die Ordnungszahl die erste (lateinisch prima). Daher wird der Name dieser Militäreinheit als Cohors prima .. ausgesprochen.

- Afrorum: [der] (Nord-)Afrikaner. Die Soldaten der Kohorte wurden bei Aufstellung der Einheit auf dem Gebiet der römischen Provinz Africa rekrutiert.

- civium Romanorum: der römischen Bürger bzw. mit römischem Bürgerrecht. Den Soldaten der Einheit war das römische Bürgerrecht zu einem bestimmten Zeitpunkt verliehen worden. Für Soldaten, die nach diesem Zeitpunkt in die Einheit aufgenommen wurden, galt dies aber nicht. Sie erhielten das römische Bürgerrecht erst mit ihrem ehrenvollen Abschied (Honesta missio) nach 25 Dienstjahren. Der Zusatz kommt in den Militärdiplomen von 122 bis 124 und der Inschrift (CIL 9, 5841) vor.

- equitata: teilberitten. Die Einheit war ein gemischter Verband aus Infanterie und Kavallerie. Der Zusatz kommt in der Inschrift (CIL 9, 5841) vor.

Da es keine Hinweise auf den Namenszusatz milliaria (1000 Mann) gibt, war die Einheit eine Cohors (quingenaria) equitata. Die Sollstärke der Kohorte lag bei 600 Mann (480 Mann Infanterie und 120 Reiter), bestehend aus 6 Centurien Infanterie mit jeweils 80 Mann sowie 4 Turmae Kavallerie mit jeweils 30 Reitern.

## Geschichte
Der erste Nachweis der Einheit in der Provinz Britannia beruht auf Diplomen, die auf 122 datiert sind. In den Diplomen wird die Kohorte als Teil der Truppen (siehe Römische Streitkräfte in Britannia) aufgeführt, die in der Provinz stationiert waren. Ein weiteres Diplom, das auf 124 datiert ist, belegt die Einheit in derselben Provinz.

## Standorte
Standorte der Kohorte sind nicht bekannt.

## Angehörige der Kohorte
Ein Kommandeur der Kohorte, L(ucius) Praesentius Paetus Lattius Severus, ein Präfekt, ist durch die Inschrift (CIL 9, 5841) bekannt.

## Weitere Kohorten mit der BezeichnungCohors I Afrorum
Es gab noch zwei weitere Kohorten mit dieser Bezeichnung:
- die Cohors I Flavia Afrorum. Sie ist durch Militärdiplome von 127 bis 128/129 belegt und war in der Provinz Africa stationiert.
- die Cohors I Ulpia Afrorum. Sie ist durch Diplome von 157/161 bis 206 belegt und war in Aegyptus stationiert.